# Il patriarca
Il patriarca è una serie televisiva italiana diretta da Claudio Amendola (che ne è anche il protagonista) e trasmessa in prima visione su Canale 5 dal 14 aprile 2023 al 20 dicembre 2024. È il remake della serie televisiva spagnola del 2018 Vivere senza permesso (Vivir sin permiso).

## Trama
Nemesio Bandera, chiamato semplicemente "Nemo", è un forte e ricco imprenditore nonché boss narcotrafficante pugliese di successo a capo della Deep Sea, azienda ittica della città fittizia di Levante, azienda ereditata a suo tempo dal suocero. Poco prima di compiere sessant'anni, gli viene diagnosticata la Malattia di Alzheimer, con Nemo che cerca di nascondere la sua malattia alla sua famiglia in modo da non risultare vulnerabile, scegliendo così il suo successore tra i suoi due figli Nina e Carlo, avuti con sua moglie Serena, che però risultano poco interessati agli affari, e la sua primogenita Lara, avuta con il suo primo amore di gioventù, la quale, sapendo dei loschi affari del padre non vuole avere a che fare con lui. Dalla lotta per l'eredità però viene estromesso il suo figlioccio, il brillante e implacabile avvocato Mario Rizzi, oggettivamente più preparato dei figli legittimi di Nemo, a cui però manca il suo stesso sangue. Sapendo che Nemo non lo vede come l'erede dell'impero, Mario inizierà il suo piano di conquista senza abbandonare il suo affascinante sorriso e la sua fedeltà a Nemo, il che lo renderà il più pericoloso e spietato dei nemici del patriarca di Levante.

## Episodi
| Stagione         | Episodi | Prima TV |
| ---------------- | ------- | -------- |
| Prima stagione   | 12      | 2023     |
| Seconda stagione | 12      | 2024     |

## Personaggi e interpreti

### Personaggi principali
- Nemesio "Nemo" Bandera (stagioni 1-2), interpretato da Claudio Amendola. Uomo più potente di Levante in Puglia, ha iniziato la sua scalata come pescatore, tentando di arricchirsi con il contrabbando, ma la sua vita cambia sposando Serena, donna di estrazione sociale altolocata. Il suocero infatti affida a Nemo la Deep Sea, un'azienda ittica con interessi nei settori alberghiero, edilizio e dei trasporti e che è servita come copertura per il traffico di droga. Tra giudici, poliziotti e funzionari politici da lui prezzolati, è praticamente intoccabile, è un uomo rispettato e temuto: è considerato il Patriarca di Levante. Ha tre figli, Carlo e Nina avuti dalla moglie Serena, e la più grande Lara, quest'ultima avuta dalla sua defunta ex fidanzata Ada, nonché suo primo e grande amore. Nemo è molto legato anche a Mario Rizzi, il suo avvocato che ha cresciuto come un figlio. Non sempre è orgoglioso del proprio stile di vita, ma è da sempre abituato a inseguire le proprie ambizioni, tuttavia pur essendo avido di soldi, rivelandosi un criminale capace di distruggere chiunque lo ostacoli, è anche un padre e un marito protettivo, determinato, saggio e amorevole, inoltre dà importanza alle persone oltre ad avere un forte senso della comunità. Al compiere dei suoi sessant'anni anni scopre di essere malato di Alzheimer, inizia ad affrontare un vero calvario, tra i problemi con le forze dell'ordine e il desiderio dei suoi parenti e falsi amici di eliminarlo e conquistare il potere che gli appartiene. Tra coloro che maggiormente tentano di distruggerlo figurano Freddy e Raoul Morabito, che tentano più volte di ucciderlo. Lara salva suo padre uccidendo Freddy, il quale era sul punto di togliere la vita a Nemo. Con l'Alzheimer che continua a progredire lui ormai perde il desiderio di portare avanti le sue attività criminali, preferendo che la Deep Sea possa evolversi e progredire in maniera pulita, in modo da lasciare alla sua famiglia un'eredità onesta. Alla fine, Nemo uccide Raoul e si ritira dagli affari con l'iniziale intenzione di lasciare l'azienda a Mario, ma poi lo uccide quando scopre che lui è l'assassino di Carlo.
- Serena (stagione 1-2), interpretata da Antonia Liskova. È la moglie di Nemo e madre dei suoi due figli, Nina e Carlo. È stato il padre di Serena a fondare la Deep Sea ha un rapporto ambiguo con le attività criminali del marito, pur non essendo sua complice sorvola sui metodi di Nemo, ama i figli ed è protettiva con loro, ma li considera principalmente un investimento. Serena è una donna cinica, calcolatrice che agisce col senso pratico, tuttavia è anche una persona sensibile e affettuosa. Nemo ha sposato Serena perché l'ha sempre ritenuta la moglie perfetta per lui, Nemo desiderava la Deep Sea e quindi ha voluto Serena come moglie per impadronirsi dell'azienda, anche se col tempo ha finito per amarla davvero, è sempre stato un marito devoto, Serena è l'unica compagna che possa sostenerlo nelle sue ambizioni. Serena è sempre stata però consapevole che Ada ha un posto idealizzato nel cuore di Nemo che nessuno potrà mai violare, Ada era il suo amore più puro. Nemo e Serena sono legati da un rapporto di affetto e rispetto reciproco, tanto che Nemo, dopo che gli viene diagnosticato l'Alzheimer sceglie Serena come sua sostituta alla guida della Deep Sea.
- Lara De Grecis (stagioni 1-2), interpretata da Neva Leoni. È la primogenita di Nemo avuta con il suo primo amore Ada. Dopo la morte di quest'ultima, Nemo decide di prendersi cura di Lara tentando di fare di lei un membro della famiglia Bandera a tutti gli effetti, anche se Lara ha sempre cercato mettere le distanze dal padre e dal resto della famiglia, infatti odia il mondo criminale a cui lui appartiene. Nonostante Lara tenti in tutti i modi di stare lontana da Nemo, inevitabilmente gli vuole molto bene e anche Nemo la ama al di sopra di tutto. È una ragazza dal carattere fortemente determinato e tenace, molto indipendente che le permette di nascondere le sue fragilità ed insicurezze. Avendo una personalità forte e decisa, Lara è una delle pochissime persone in grado di tenere testa al padre Nemo. Non è affatto in buoni rapporti con tutta la famiglia Bandera, ad eccezione di Carlo, infatti la ragazza e il fratellastro sono molto legati da un sincero affetto. È inoltre amica d'infanzia di Mario, i due si conoscono molto bene e lei pian piano si rende conto di essere innamorata di lui. Anche se Mario sposa la sorella Nina, ormai Lara non riesce più a reprimere l'amore per lui e i due alla fine si mettono insieme dopo l'inevitabile fine del matrimonio. Quando però Monterosso le consegna la prova che incrimina Mario come assassino dell'amato fratello Carlo, Lara per vendicarlo dà quella prova a Nemo affinché uccida Mario.
- Mario Rizzi † (stagioni 1-2), interpretato da Raniero Monaco di Lapio. È l'ambizioso avvocato della famiglia Bandera e consulente legale della Deep Sea, persona carismatica e calcolatrice. Era solo un bambino quando i genitori sono morti, non ha mai superato la morte del padre, che era un amico di Nemo e suo complice nelle attività di contrabbando, Nemo lo uccise perché il padre di Mario voleva farlo arrestare, invidioso del suo successo. Nemo si è preso cura di lui finanziando i suoi studi, tenendolo all'oscuro della verità sulla morte del genitore. Si ritiene l'unico degno erede di Nemo, tanto da bramare il controllo della Deep Sea cercando il modo di distruggere il suo mentore senza farlo insospettire. Il suo desiderio di potere serve principalmente per compensare la solitudine della propria vita non avendo mai superato il trauma di aver perso il padre. Mario a modo suo vuole bene a Nemo ma per lui la propria ambizione viene prima di tutto, tanto da uccidere Carlo e sposare Nina (mettendola incinta) pur di conquistare ciò che vuole. Lui e Lara da bambini erano buoni amici e Mario è innamorato di lei, unica persona per la quale prova un affetto reale. Mario affronta una crisi esistenziale, a cominciare dal rimorso di aver ucciso Carlo, inoltre si pente di aver sposato Nina perché con lei è incapace di essere felice dato che è troppo innamorato di Lara. Nina lo lascia dopo averlo tradito con Daniel Morabito e finalmente lui e Lara possono stare insieme, ma quando scopre che Nemo uccise suo padre, Mario perde la lucidità e la capacità di amare anche Lara. Assetato di vendetta tenta di uccidere Nemo, ma quest'ultimo, con la complicità di Monterosso e di Lara, gli tende una trappola e lo uccide, vendicando la morte di Carlo.
- Giovanna "Nina" Bandera (stagioni 1-2), interpretata da Giulia Schiavo. È la figlia più grande di Nemo e Serena. È molto seduttiva, oltre ad essere capricciosa, calcolatrice e spregiudicata, si è fatta una brutta reputazione a causa della sua promiscuità, tuttavia quando scopre che Nemo è malato di Alzheimer decide di mettere la testa a posto e di sposare Mario, del quale è infatuata, scoprendo poi di aspettare un figlio da lui. Inizialmente l'unica cosa che desidera è diventare una pittrice, ma col tempo inizia a mostrare più interesse per l'attività di famiglia decidendo di lavorare alla Deep Sea, attratta dal potere che viene esercitato nel mondo degli affari. In una certa misura stima Lara perché ne riconosce l'intraprendenza, ma è invidiosa della sorella, non solo perché Mario prova qualcosa per lei, ma anche perché a dispetto del fatto che Nemo voglia molto bene a Nina, è Lara la figlia che più ama. Capisce presto che tra lei e Mario non c'è amore, infatti Mario la tradisce con Lara mentre lei intraprende una relazione con Daniel Morabito. Infine, quando sia Mario che Daniel muoiono, decide di crescere il bambino da sola, ritrovando comunque la sua serenità.
- Carlo Bandera † (stagione 1), interpretato da Carmine Buschini. È il figlio minore di Nemo e Serena. Nemo, che gli vuole molto bene, ha sempre cercato di instradarlo e di renderlo suo erede ma purtroppo Carlo, a causa della tossicodipendenza e della sua debolezza di carattere non ha le capacità per essere un uomo di successo, infatti è una persona viziata, egocentrica e irresponsabile. Vuole bene alle sue sorelle, infatti al contrario di Nina è molto legato a Lara, vede nella sua sorellastra l'unico legame famigliare estraneo alla soffocante pressione dei Bandera. Mario lo uccide spezzandogli l'osso del collo dopo averlo insultato. Da quel momento l'avvocato non riesce a darsi pace, perché per lui era come un fratello.
- Fernando Ferro (stagioni 1-2), interpretato da Michele De Virgilio. È il migliore amico di Nemo e sua guardia del corpo, si sono conosciuti quando erano giovani ed entrambi vennero arrestati. Nella gestione delle attività criminali è praticamente il "Numero 2" di Nemo, è un uomo con un carattere ambiguo perché se da una parte è un criminale arrogante e spietato, dall'altra si è sempre rivelato un amico fedele e sensibile per Nemo, tanto che è stato all'inizio l'unico nella sua cerchia che era a conoscenza dell'Alzheimer. È molto legato a Lara.
- Sergio Monterosso (stagioni 1-2), interpretato da Primo Reggiani. È l'ispettore di polizia che indaga sui traffici di droga gestiti da Nemo. Ha lavorato a Napoli nella lotta alla camorra ma è stato a Levante che è iniziata la sua carriera nelle forze dell'ordine. Tenta in tutti i modi di neutralizzare Nemo, l'astio nei suoi confronti è dovuto al fatto che quest'ultimo ha ucciso il suo amico Buscemi, infatti Monterosso non esita a giocare sporco pur di annientare Nemo oltrepassando anche i limiti. Ha una figlia piccola che è andata a vivere in Croazia con la madre dopo la separazione dei genitori. Il suo astio per Nemo si placa quando decide di aiutarlo a sconfiggere Morabito, da lui ritenuto una minaccia peggiore. Decide con serenità di dare le dimissioni dal dipartimento dopo aver consegnato a Lara e Nemo la prova che è Mario l'assassino di Carlo, accettando con rassegnazione che non può sconfiggere Nemo.
- Elisa Giorgi (stagioni 1-2), interpretata da Giulia Bevilacqua. È un'avvocatessa senza scrupoli ed è la fidanzata di Mario, è comunque consapevole che lui ama soltanto Lara. Si candida come sindaco ottenendo il seggio, lei e Mario ufficialmente si lasciano in modo da permettergli di sposare Nina e avvicinarsi al loro scopo di impadronirsi delle ricchezze della famiglia Bandera. Non più in giovane età scopre con gioia di aspettare un figlio da Mario, ma dopo che il medico la informa che lei soffre di ipertensione polmonare per non aggravare le sue condizioni di salute sceglie di abortire. Solo in seguito Elisa scopre che Mario aveva costretto il medico a fare una diagnosi falsa per indurla ad abortire dato che non voleva un figlio da lei. Si allea poi con Raoul Morabito, che diventa il suo amante, per sconfiggere i Bandera. Quando Nemo uccide Raoul, decide di risparmiare la vita a Elisa poiché entrambi conoscono i segreti loschi e compromettenti dell'altro, ritenendo che la cosa migliore sia una tregua.
- Malcolm Rossi (stagione 1), interpretato da Carlo Calderone. È un agente della guardia di Finanza che si fa assumere come contabile alla Deep Sea in modo da trovare le prove per incriminare Nemo, infatti quella di Malcolm Rossi è solo un'identità fittizia. Lui e Lara diventano amanti, anche se poi la loro relazione finisce quando quest'ultima scopre che lavora sotto copertura, anche se Malcolm si è affezionato a lei, ha sedotto Lara solo per trarne dei benefici sulla propria indagine. È sposato, tuttavia lui e la moglie stanno divorziando, ha un figlio piccolo di nome Leo. Lascia Levante quando la sua copertura viene bruciata.
- Monica (stagioni 1-2), interpretata da Alice Torriani. È la sorella di Serena e moglie di Raoul. All'apparenza sembra una donna esuberante e divertente, ma in realtà è una persona crudele e spietata, suo marito è un uomo molto potente. Da tempo ha lasciato Levante, ma poi decide di ritornarvi e trova il modo di farsi strada nella Deep Sea fondata dal padre dopo aver prestato del denaro a Nemo. Da giovane era attratta da lui, ma ora prova solo ostilità (ricambiata) nei confronti del cognato, tanto da aver complottato per attentare alla vita di Nemo. Non ha mai avuto figli dal momento che non può rimanere incinta. Stanca dell'arroganza di Raoul e delle sue infedeltà, decide di voltargli le spalle, e quando Nemo lo uccide lei diventa l'unica erede del suo immenso patrimonio, ritrovando un po' di serenità.
- Freddy † (stagione 1), interpretato da Marius Bizău. È un criminale che viene dalla Romania, desidera prendere il controllo della criminalità di Levante, è un uomo tanto ambizioso quanto spietato, tanto da intralciare Nemo e cercare di ottenere l'imperante potere criminale che per tanto tempo è appartenuto a lui. Il suo desiderio di distruggere Nemo è anche dovuto al fatto che quest'ultimo, in più occasioni, lo ha umiliato. Armato di pistola cerca di ucciderlo, ma Lara salva Nemo sparando a Freddy uccidendolo.
- Luigi Tigre † (stagione 1), interpretato da Antonio De Matteo. È un narcotrafficante, cerca di rivaleggiare con Nemo collaborando con Freddy e Monterosso, in effetti Tigre è una delle poche persone che non accetta l'autorità di Nemo. La guerra tra Tigre e Nemo sembra però volgere a favore del patriarca di Levante tanto che per evitare altri problemi con lui Tigre decide di uccidere Freddy in modo da ottenere una tregua con Nemo, ma prima di poterlo fare Freddy lo batte sul tempo e uccide Tigre sparandogli.
- Alice Florio † (stagioni 1-2), interpretata da Cecilia Napoli. È una collega di Monterosso, è uno dei pochi agenti di polizia a Levante che crede nel senso del dovere e che si prodiga per combattere contro la famiglia Bandera, tuttavia non sempre è favorevole ai metodi di Monterosso da lei ritenuti troppo avventati e ambigui. Viene uccisa da Palumbo, uomo di Raoul Morabito, mentre stava indagando sulla morte di Jessica Casella, amica di Lara.
- Raoul Morabito † (stagione 2), interpretato da Federico Dordei. È un narcoboss pericoloso, il marito di Monica e padre di Daniel. In passato era un amico di Nemo (insieme a Ferro e Toni Rizzi, il padre di Mario), con il quale ha lavorato come contrabbandiere da giovane, fino a diventare uno dei suoi nuovi nemici, desidera impossessarsi di Levante e conquistarne tutto il potere criminale. Raoul è tutto l'opposto di Nemo: marito fedifrago e padre prepotente, oltre al fatto che è un criminale implacabile, il suocero non si era mai fidato di lui, è per questo che Monica era stata estromessa dalla Deep Sea. Lui ed Elisa diventano amanti, tenta di distruggere Nemo con una guerra, cercando di fare leva sull'Alzheimer del rivale per indebolirlo, ma alla fine Nemo ha la meglio e lo uccide.
- Daniel Morabito † (stagione 2), interpretato da Giorgio Belli. È il figlio di Raoul, avuto da una sua precedente relazione. È cresciuto con sua madre finché non è stato allontanato da lei con Raoul che vorrebbe che lui diventasse il suo successore, essendo il suo unico figlio. Pur avendo beneficiato del lusso e dei privilegi derivati dal denaro di suo padre, odia l'idea di diventare un criminale come lui e vuole una vita diversa e onesta. Monica a modo suo gli vuole bene, tenta infatti di allontanarlo dall'influenza paterna. Si innamora di Nina, ma quando Raoul scopre della loro relazione tenta di approfittarsene per colpire Nemo. Daniel, pur di non deludere suo padre, accetta di entrare nel suo giro criminale, ma se ne pente quando mette Nina in pericolo e alla fine muore per proteggerla quando uno dei sicari di Raoul stava per ucciderla.
- Chiara Marziale (stagione 2), interpretata da Claudia Vismara. È il nuovo commissario di Levante, incaricata a investigare sui giri criminali. Donna determinata che non ha paura di sfidare anche coloro che hanno autorità pur di fare giustizia. Ha una relazione con l'ispettrice Alice Florio, e infatti soffre molto quando lei muore.
- Palumbo † (stagione 2), interpretato da Giuseppe Loconsole. È uno degli uomini di Elisa, ex capo dei vigili urbani che si era reso colpevole di vari illeciti. Elisa gli impedì di finire in galera quando esercitava come avvocato prendendolo come cliente. Dopo essere stato assicurato da Elisa, inizia a lavorare per Raoul. Infine, con l'aiuto di Nemo, viene arrestato da Monterosso e Marziale per aver ucciso l'ispettrice Alice Florio. Raoul lo fa uccidere in carcere soffocandolo.
- Rais † (stagione 2), interpretato da Ninni Bruschetta. Gestisce le attività portuali di Levante, di conseguenza riveste una posizione cruciale nelle attività di contrabbando. Anche se rispetta Nemo, agisce prevalentemente per il proprio tornaconto, tanto che lo tradisce passando dalla parte di Raoul. Viene ucciso da Yari il quale gli spara dopo aver ricevuto un carico una partita di armi da Raoul.

Claudio Amendola interpreta Nemesio "Nemo" Bandera
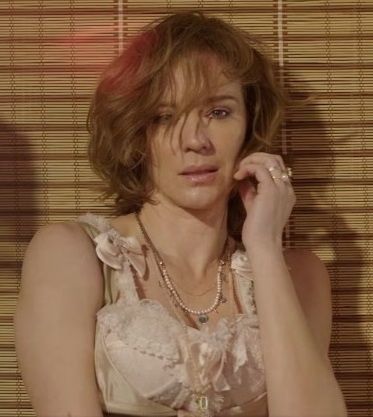
Antonia Liskova interpreta Serena
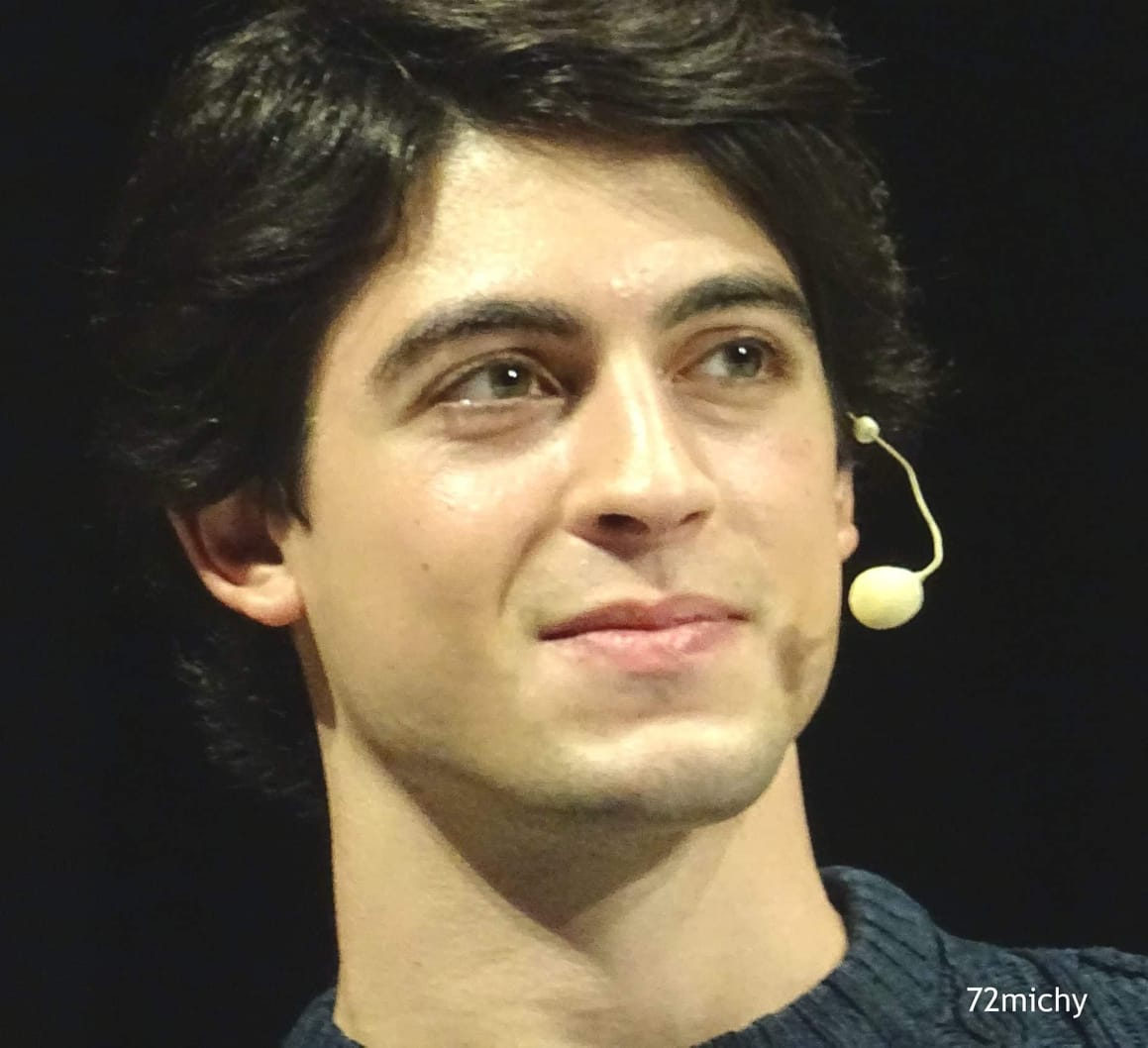
Carmine Buschini interpreta Carlo Bandera
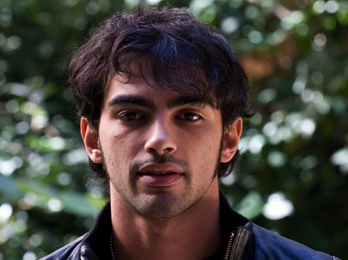
Primo Reggiani interpreta Sergio Monterosso
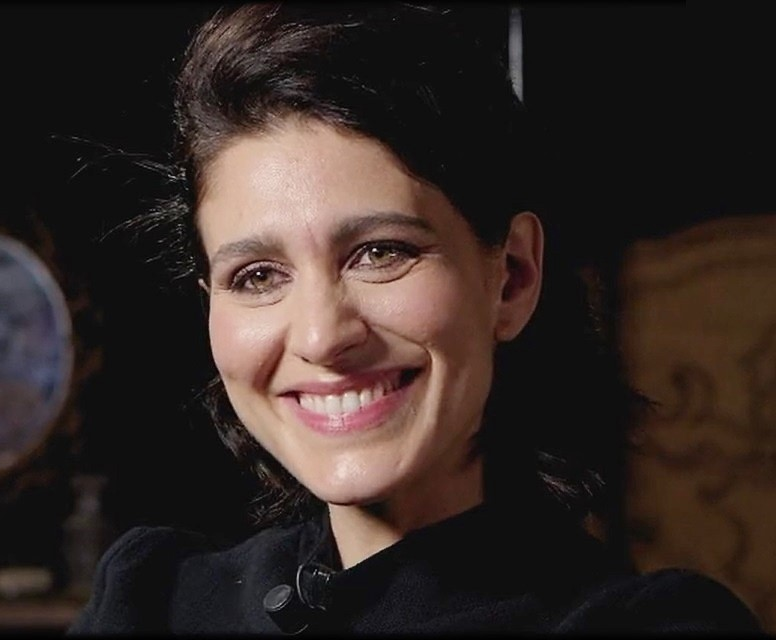
Giulia Bevilacqua interpreta Elisa Giorgi
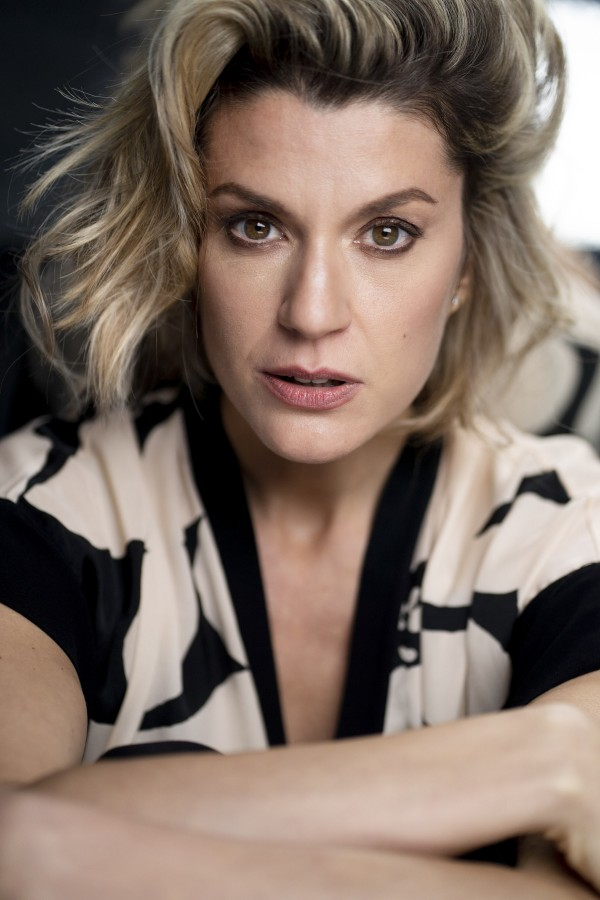
Alice Torriani interpreta Monica
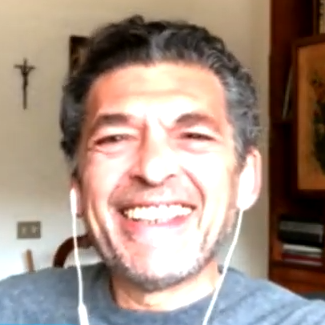
Ninni Bruschetta interpreta Rais

### Personaggi secondari
- Franco Buscemi (stagione 1), interpretato da Geno Diana. È il padre di Alex ed è il capo della sicurezza della Deep Sea, lui e Monterosso erano amici, in passato era un ispettore di polizia, finché non ha preferito lavorare per Nemo. Gode di una pessima reputazione a Levante, è dipendente dal gioco d'azzardo, questo gli costa la vita quando sperpera al gioco il denaro che Nemo gli aveva affidato, quest'ultimo lo uccide accoltellandolo.
- Ada De Grecis (stagioni 1), interpretata da Alice Arcangeli. È la madre di Lara, nonché ex fidanzata di Nemo. Benché quest'ultimo l'avesse lasciata per Serena non ha mai smesso di amare Ada considerandola il suo unico vero amore. Rimasta in coma per anni, la figlia fa staccare i macchinari dopo il sì del giudice, decretando la sua morte, nonostante Nemo avesse tentato di impedirlo appellandosi al tribunale.
- Alessandro "Alex" Buscemi † (stagione 1), interpretato da Gianluca Zaccaria. È il figlio di Franco Lavora come insegnante in un centro per ragazzi a rischio, lui e Lara sono molto amici è  una delle poche persone a Levante che non accetta lo strapotere che Nemo esercita sulla comunità, tanto da candidarsi a sindaco in modo cambiare le cose in meglio. Però quando Monterosso gli rivela che è stato Nemo a uccidere il padre, cerca di vendicarlo, tenta di sparare a Nemo ma viene ucciso dalla guardia del corpo di Monica.
- Rosaria "Rosy" Altamura † (stagioni 1-2), interpretata da Anna Brotugno. È un'ottima amica di Lara e Alex, lavora con loro nel centro di accoglienza, che però Elisa chiude forte nella sua posizione di sindaco. Rosy decide di protestare contro Elisa con il solo risultato che quest'ultima incarica Raoul di distruggere il centro di accoglienza con una bomba, Rosy muore nell'esplosione.
- Vento † (stagione 1), interpretato da Mauro Racanati. È un amico di Lara, con la quale intraprende una breve relazione. Infiltrato nella banda di Tigre da Nemo e ucciso da Freddy.
- Gloria Longhi (stagione 1), interpretata da Chiara Ricci. È la neurologa di Nemo, l'unica all'inizio che è a conoscenza del suo Alzheimer. Lavora in uno studio medico a Roma ma Nemo la convince a trasferirsi a Levante in modo che lei possa seguirlo meglio. Viene investita da un'auto, dopo essere stata importunata da Mario.
- Santa (stagione 1), interpretata da Tiziana Schiavarelli. È la madre di Tigre. Lei e Nemo si conoscono da molto tempo, al contrario del figlio lei lo teme preferendo non averlo come nemico.
- Lago (stagione 1), interpretato da Roberto Accornero. È un agente della guardia di Finanza e superiore di Malcolm nell'indagine contro Nemo, i due tuttavia non vanno molto d'accordo.
- Enzo † (stagione 1), interpretato da Pierfrancesco Nacca. È il braccio destro di Freddy. Viene ucciso dai sicari che lavorano per Monica.
- Martino (stagioni 1-2), interpretato da Alessandro Epifani. È il titolare della locanda frequentata dai Bandera e da Ferro. In passato lavorava come un marinaio, Nemo gli salvò la vita quando la sua nave affrontò una violenta tempesta, da allora ha sempre provato per lui molta ammirazione.
- Agente Riccardi † (stagione 1), interpretato da Niccolò Centioni. È un collega di Monterosso che lavora per Nemo. Viene ucciso da Tigre.
- Vito † (stagione 1), interpretato da Vincenzo Crivello. È un uomo fidato di Ferro, che viene ucciso da Freddy.
- Gianni Ferraioli (stagione 1), interpretato da Rodolfo Corsato. È un imprenditore del campo alberghiero, nonché vecchio amico di Serena.
- Rosa (stagione 1), interpretata da Claudia Delli Noci. È la cameriera della famiglia Bandera.
- Noah † (stagione 2), interpretato da Kevin Lettieri. È la guardia del corpo di Raoul, ha un buon rapporto di amicizia con Daniel il quale lo considera un amico. Su ordine di Raoul fa esplodere il centro di accoglienza per giovani a rischio di Levante, nell'esplosione muore Rosy, di conseguenza avendo causato una morte non prevista Raoul lo uccide sparandogli.
- Jessica Casella † (stagione 2), interpretata da Martina Pia Gambardella. È un'amica di Lara, ha un passato da tossicodipendente, Lara e Rosy la accolgono nel centro giovanile. Lara la ospita a casa sua, e Nemo le trova un lavoro al porto. Daniel, senza volerlo, causa la sua morte, infatti armato di pistola la spaventa e lei cade per terra sbattendo violentemente la testa.
- Angelo Partanna † (stagione 2), interpretato da Marco Mario de Notaris. È delinquente innocuo, in fondo è una persona gentile, lui e Nemo fanno amicizia anche perché Angelo mostra solidarietà nei suoi confronti essendo anche sua madre (proprio come Nemo) affetta della malattia di Alzheimer.  Viene ucciso dalla guardia del corpo di Morabito dopo essere stato ostaggio umano dell'accordo iniziale tra Nemo e Morabito.
- Zio Saro † (stagione 2), interpretato da Vincent Papa. È un esponente di spicco della mafia calabrese, vecchio amico di Nemo, infatti gli è molto devoto. Raoul prova a farlo passare dalla sua parte sperando che con l'aiuto di Saro possa annientare Nemo, ma alla fine Saro tende una trappola a Raoul dando a Nemo l'opportunità di ucciderlo.
- Yari † (stagione 2), interpretato da Aleksandros Memetaj. È un membro della mafia albanese, all'inizio cliente di Raoul il quale gli vende delle armi, ma poi assetato di potere cerca di conquistare il controllo su Levante. Ciò spinge Nemo e Raoul ad allearsi, riescono a uccidere tutti i membri del gruppo di Yari, il quale disperato arriva a sequestrare Lara e Jessica, intervengono Mario e Ferro a salvarle, quest'ultimo spara a Yari e lo uccide.
- Sante Amoruso (stagione 2), interpretato da Gianni Federico. È il presunto assassino del padre di Mario Rizzi pagato da Nemo per prendersi la colpa anni prima.

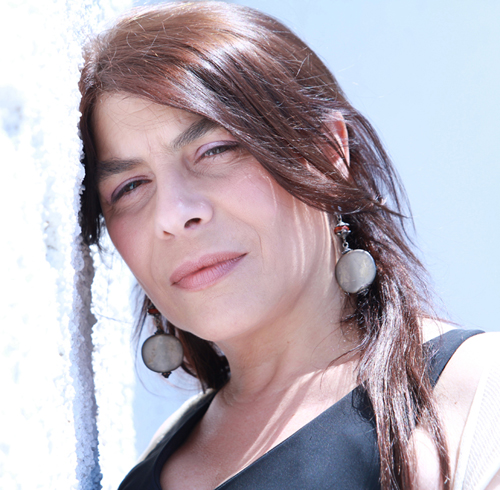
Tiziana Schiavarelli interpreta Santa
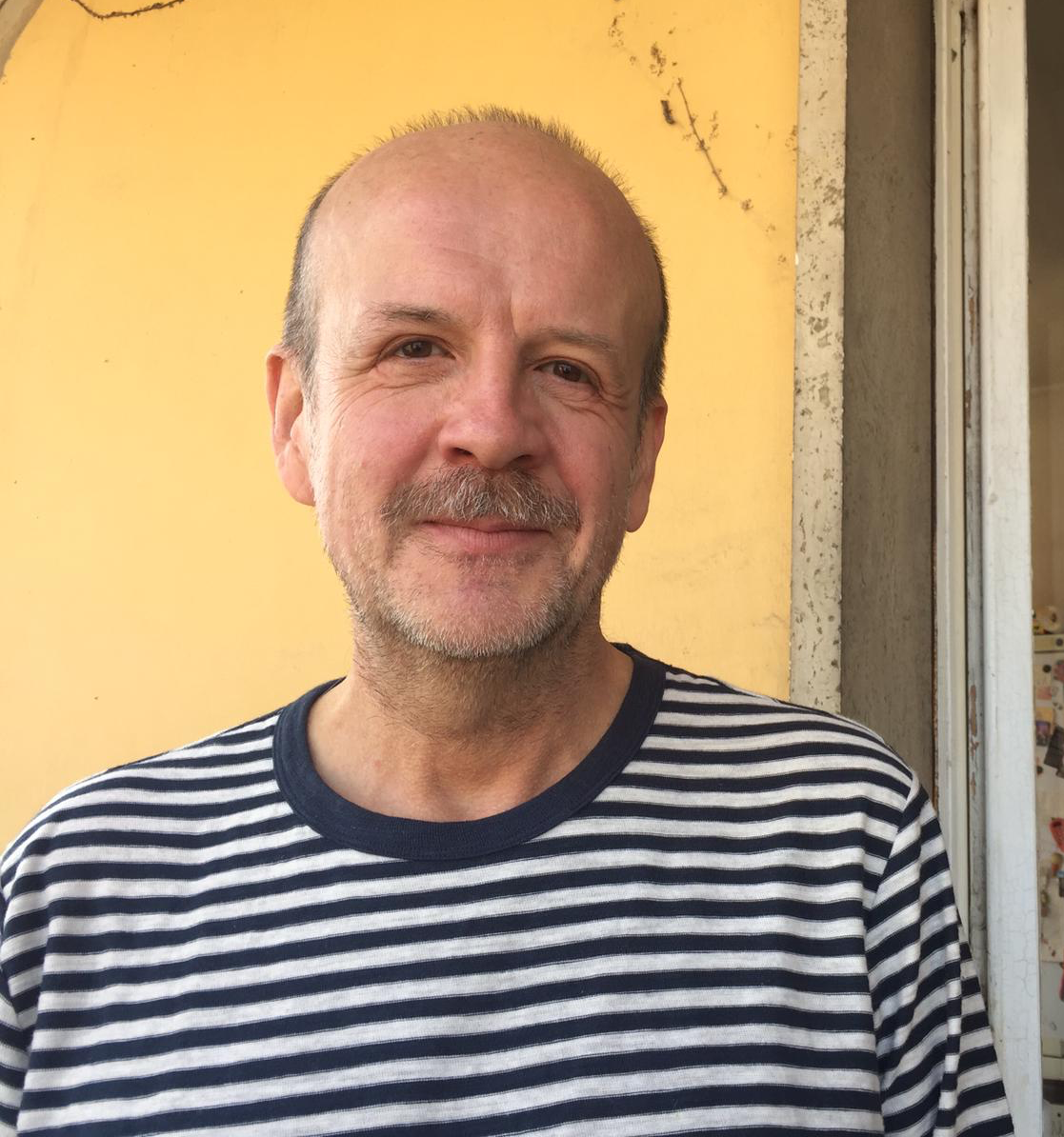
Roberto Accornero interpreta Lago
Vincenzo Crivello interpreta Vito
Rodolfo Corsato interpreta Gianni Ferraioli

## Produzione
La serie è diretta da Claudio Amendola, scritta da Mizio Curcio, Paolo Marchesini, Sandrone Dazieri, Roberto Jannone e Sofia Assante e prodotta da Camfilm in collaborazione con Taodue, Apulia Film Commission e RTI.

### Rinnovo
In seguito all'ottimo successo della prima stagione, Claudio Amendola ha confermato il rinnovo per una seconda stagione.

### Riprese
Le riprese della prima stagione sono state effettuate dal 15 novembre 2021 alla metà di aprile 2022 per un totale di venti settimane: per sedici settimane è stata girata nel Lazio, in particolare a Roma, mentre dal 7 marzo alla metà di aprile 2022 per altre sette settimane è stata girata in Puglia, in particolare a Bari e a Monopoli (BA). Le riprese della seconda stagione sono state effettuate da fine gennaio a maggio 2024 per un totale di venti settimane tra il Lazio, in particolare a Roma, a Sutri (VT) e a Fregene (frazione di Fiumicino), l'Abruzzo, in particolare a Scanno, Villalago e la Valle del Tasso-Sagittario (AQ) e la Puglia, in particolare a Bari, a Monopoli (BA), a Fasano (BR) e a Trani (BT).

## Distribuzione
La serie va in onda in prima serata su Canale 5 dal 14 aprile 2023: la prima stagione è stata trasmessa dal 14 aprile al 19 maggio 2023, mentre la seconda stagione dal 15 novembre al 20 dicembre 2024.

## Promozione
La prima stagione è stata presentata il 2 aprile 2023 a Verissimo da Claudio Amendola. La seconda stagione è stata presentata il 10 ottobre 2024 sempre a Verissimo dallo stesso Amendola.

## Riconoscimenti
- Italian Global Series Festival
  - 2025 – Candidatura alla miglior serie drama[34]
  - 2025 – Candidatura alla miglior regia in una serie drama a Claudio Amendola